# Aire d'attraction de Basse-Pointe
L'aire d'attraction de Basse-Pointe est un zonage d'étude défini par l'Insee pour caractériser l'influence de la commune de Basse-Pointe sur les communes environnantes.

### Carte

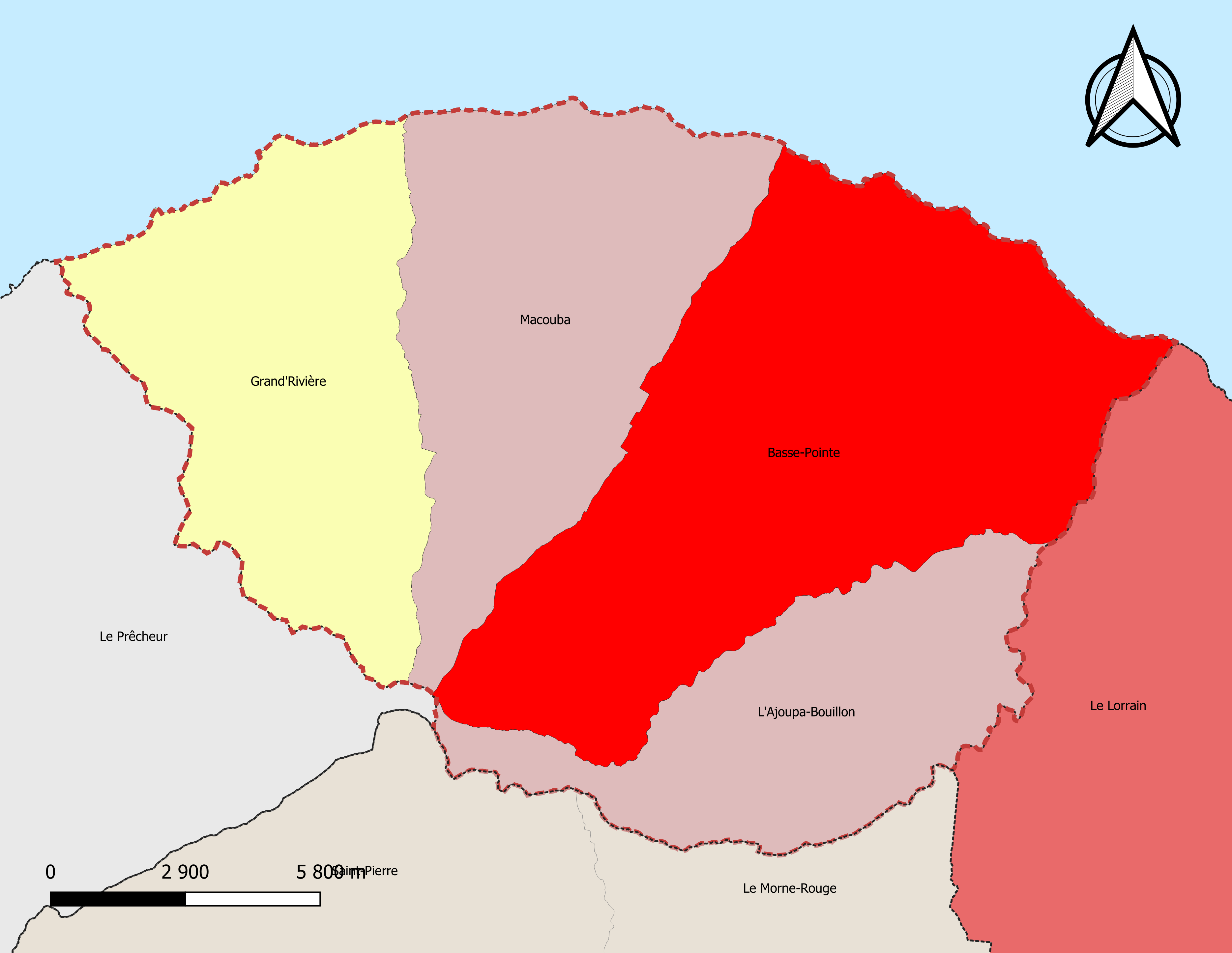
Carte de l'aire d'attraction de Basse-Pointe.
Commune-centre
Commune du pôle principal
Commune de la couronne

## Définition
L'aire d'attraction d'une ville est composée d'un pôle, défini à partir de critères de population et d'emploi ainsi que d'une couronne constituée des communes dont au moins 15 % des actifs travaillent dans le pôle. Le pôle d'attraction constitue ainsi un point de convergence des déplacements domicile-travail,.

## Géographie
L'aire d'attraction de Basse-Pointe est une aire intra-départementale qui comporte 4 communes dans la Martinique. 

### Composition communale
| Nom                           | Code Insee | Département | Statut                    | Superficie (km2) | Population (dernière pop. légale) | Densité (hab./km2) | Modifier                                    |
| ----------------------------- | ---------- | ----------- | ------------------------- | ---------------- | --------------------------------- | ------------------ | ------------------------------------------- |
| Basse-Pointe (commune-centre) | 97203      | Martinique  | commune-centre            | 27,95            | 2 810 (2022)                      | 101                | modifier les données · modifier les données |
| L'Ajoupa-Bouillon             | 97201      | Martinique  | commune du pôle principal | 12,30            | 1 693 (2022)                      | 138                | modifier les données · modifier les données |
| Macouba                       | 97215      | Martinique  | commune du pôle principal | 16,93            | 1 001 (2022)                      | 59                 | modifier les données · modifier les données |
| Grand'Rivière                 | 97211      | Martinique  | commune de la couronne    | 16,60            | 508 (2022)                        | 31                 | modifier les données · modifier les données |

## Démographie
Elle est catégorisée dans les aires de moins de 50 000 habitants, une catégorie qui regroupe 12,2 % au niveau national.